# St. Henry (Ohio)
St. Henry é uma vila localizada no estado americano de Ohio, no Condado de Mercer.

## Demografia
Segundo o censo americano de 2000, a sua população era de 2271 habitantes.

## Geografia
De acordo com o United States Census Bureau tem uma área de
3,7 km², dos quais 3,7 km² cobertos por terra e 0,0 km² cobertos por água.

## Localidades na vizinhança
O diagrama seguinte representa as localidades num raio de 16 km ao redor de St. Henry.